# 卡特琳娜·斯福爾扎
卡特琳娜‧斯福爾扎（義大利語：Caterina Sforza，1463年－1509年5月28日）是一位義大利貴族女性，婚後成為了弗利伯爵夫人、伊莫拉領主夫人，她是米蘭公爵加萊亞佐·瑪麗亞·斯福爾扎與其密友吉安·皮埃羅·蘭德里亞尼（Gian Piero Landriani）之妻盧克蕾齊亞·蘭德里亞尼的私生女。
出生於以好戰聞名的斯福爾扎家族並生長在15世紀歐洲最雍容優雅的米蘭宮廷，卡特琳娜隨後嫁給吉羅拉莫·里亞里奧，得到伊莫拉夫人和弗利伯爵夫人的頭銜，以其美貌及勇武著稱。她亦是其長子奧塔維亞諾·里亞里奧的攝政。在領地捲入15世紀義大利數不盡的政治陰謀時，出身著名的傭兵領袖世家的卡特琳娜，早年便以採取大膽猛進的行動捍衛領地、以經營國防武力而聞名。
私生活方面亦熱衷於多項活動，包括煉金術、打獵和舞蹈。在她眾多的子女當中，只有么子，傭兵將領黑條喬凡尼繼承她強勁好戰的特質。她因對抗切薩雷·波吉亞，遭報復而囚禁於羅馬。重獲自由後，在佛羅倫斯度過平靜的餘生。

## 早年
卡特琳娜‧斯福爾扎於1463年早期生於米蘭，據信其幼年和生母的家庭住在一起。母女間的緊密關係從未間斷，在她人生最艱難的時刻，母親總是陪伴在身邊，甚至是最後在佛羅倫斯的日子亦然。
1466年，加萊亞佐·瑪麗亞·斯福爾扎在父親弗朗切斯科死後繼任米蘭公爵，便安排將其四個私生子女—卡洛·斯福爾扎、卡特琳娜、亞歷山德羅（Alessandro，1465－1563）、奇雅拉（Chiara，1467－1531）帶進宮廷，他們全都由情婦盧克蕾齊亞所生。這些孩子先是託給祖母比安卡‧瑪麗亞‧維斯孔蒂照顧，後來則是由公爵於1468年5月9日再娶的第二任妻子薩伏依的博娜照顧，博娜後來將他們全部收養了。
在文人雅士川流不息的斯福扎爾宮廷裡，卡特琳娜和手足們一起接受人文主義教育，當時的義大利貴族女性和男性受到同等的教育。除了向老師學習拉丁文和研讀經典，受到祖母的影響，卡特琳娜以驍勇善戰的祖先為榮，她習得使用武器的膽識和經略治國的手腕；從養母那，卡特琳娜感受到她對丈夫所有孩子一視同仁投注的母愛溫情，卡特琳娜離開米蘭宮廷後兩人依舊有書信往來。公爵一家人長住在米蘭和帕維亞，但經常因加萊亞佐·瑪麗亞的狩獵活動停留在加利亞泰或庫薩戈。卡特琳娜很可能也是在這兩處養成其對狩獵的終身愛好。

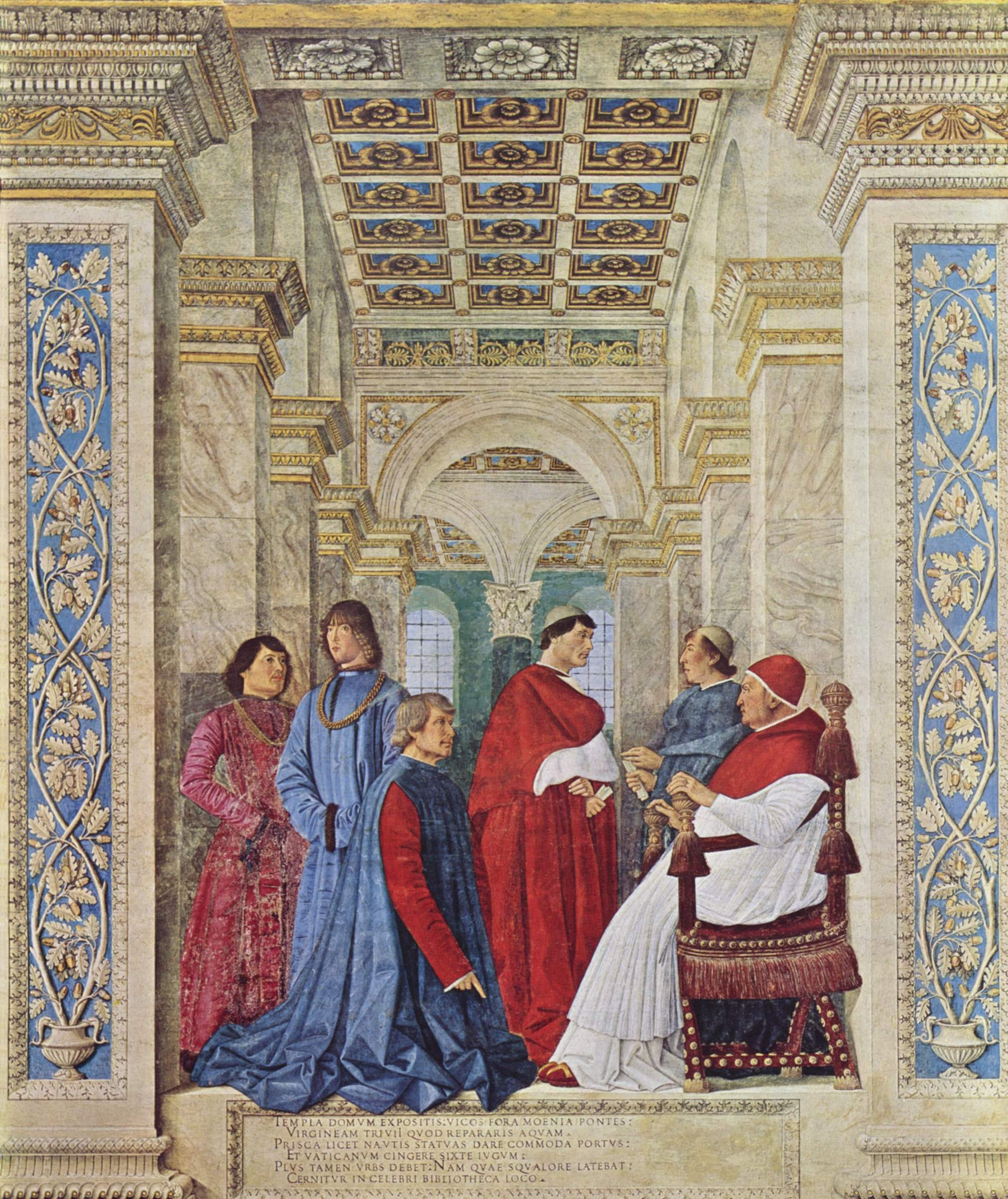
左二為吉羅拉莫，美洛佐·達·弗利於1477年繪於梵蒂岡圖書館

### 第一次婚姻
1473年，卡特琳娜被許配給教宗西斯都四世的外甥吉羅拉莫·里亞里奧，其母比安卡·德拉·羅維雷（Bianca della Rovere）是西斯都四世的妹妹，亦有傳聞其實為教宗的私生子。卡特琳娜之所以取代她的表姐，時年11歲的科斯坦扎·富格里亞尼（Costanza Fogliani）成為吉羅拉莫的新娘，根據某些史家的說法是由於科斯坦扎的母親拒絕讓女兒在到達法定年齡（14歲）前結婚。儘管新娘年僅10歲，卡特琳娜和吉羅拉莫還是在1473年1月17日舉行婚禮，但直到1477年卡特琳娜年滿14歲才完婚。
西斯都四世將原就屬斯福爾扎領地的伊莫拉賜給吉羅拉莫，該城自始成為里亞里奧家族的封地。1477年，在風光進城後，卡特琳娜旋即和丈夫一起回到羅馬，而吉羅拉莫在此侍奉他的教宗舅舅多年。隨後在1478年，他們的長女比安卡·里亞里奧出生，卡特琳娜也在接下來的九年內共與丈夫生了五個孩子。

## 梵蒂岡時期
1477年5月，卡特琳娜到達羅馬。15世紀末葉的羅馬雖早已不是中世紀城市，但還未成為文藝復興的重要藝術中心。城市內充滿了政治權謀，物質至上的氛圍。卡特琳娜被丈夫禁止插手政治，但由於外向及善於交際的性格，她很快便融入羅馬的貴族社會。
由此時期的信件得知，卡特琳娜立即便被譽為羅馬最美麗優雅的貴婦之一。她到哪兒都備受禮遇，並得到包括教宗在內的多數人極高的讚美。她很快地由少女蛻變為羅馬和其他義大利宮廷－特別是米蘭公國之間優雅且有力的中介。
吉羅拉莫取代教宗最寵愛卻早逝的另一個外甥，吉羅拉莫的弟弟樞機主教皮埃特羅‧里亞里奧，成為教宗權力的拓展者以及執行者，在當時的教廷內有極大的權力，獲得軍銜教廷卫队总队长及聖天使城堡城主，由於其掌控了羅馬軍事與政治大權，被人民畏懼的稱呼為「大教宗」（Arci Papa）。由於他的權力日增加上其無情的性格，政敵也與日俱增。1480年，教宗為了鞏固羅馬涅地區的勢力，授予弗利伯爵的頭銜給吉羅拉莫。此地由教宗於奧爾德拉菲家族家族手中扣押後統治權已空懸多時，吉羅拉莫上任後為了攏絡人民，興建壯麗的公共建設、教堂和實行減稅，然而吉羅拉莫和卡特琳娜的生活在1484年8月12日，西斯都四世駕崩後發生劇變。

### 占領聖天使堡
教宗駕崩的消息傳開，羅馬陷入混亂，叛軍四起，城內燒殺搶奪不斷。吉羅拉莫的住所，位在鮮花廣場的奧爾西尼宮殿遭襲擊破壞、洗劫一空。樞機團命令吉羅拉莫在新教宗選舉時將軍隊駐紮在羅馬城外，吉羅拉莫遵照了這個命令，但懷著七個月身孕的卡特琳娜卻不打算服從，她親自騎馬上陣，越過台伯河以丈夫的名義占領聖天使堡。藉著對這個位置的控制和軍人的服從，卡特琳娜可以監視整個梵蒂岡和影響隨之而來的教宗選舉。
此時羅馬城內的混亂加劇，只有選出新的教宗才能平息穩定城內的秩序，但樞機團堅持如果卡特琳娜不交出城堡，教宗選舉便不會舉行，他們與卡特琳娜交涉但無果，因為卡特琳娜已下定決心只將城堡交與新任教宗 。樞機主教團轉而與卡特琳娜的丈夫吉羅拉莫交涉，表示只要他們交出城堡並離開羅馬回到自己的領地去，便確保其對伊莫拉和弗利的統治權、教廷軍隊指揮官的軍事頭銜以及8,000杜卡特金幣的賠償金以補償財產損失，吉羅拉莫接受了。當卡特琳娜接到丈夫所做的決定，她增加了她的軍隊的配額，並準備長期抗戰迫使樞機們和她談判。樞機們向吉羅拉莫施壓，而他採取和妻子對立的立場。1484年10月25日，卡特琳娜放棄要塞，並和家人離開羅馬。樞機團終於能召開會議選舉新教宗。

## 弗利

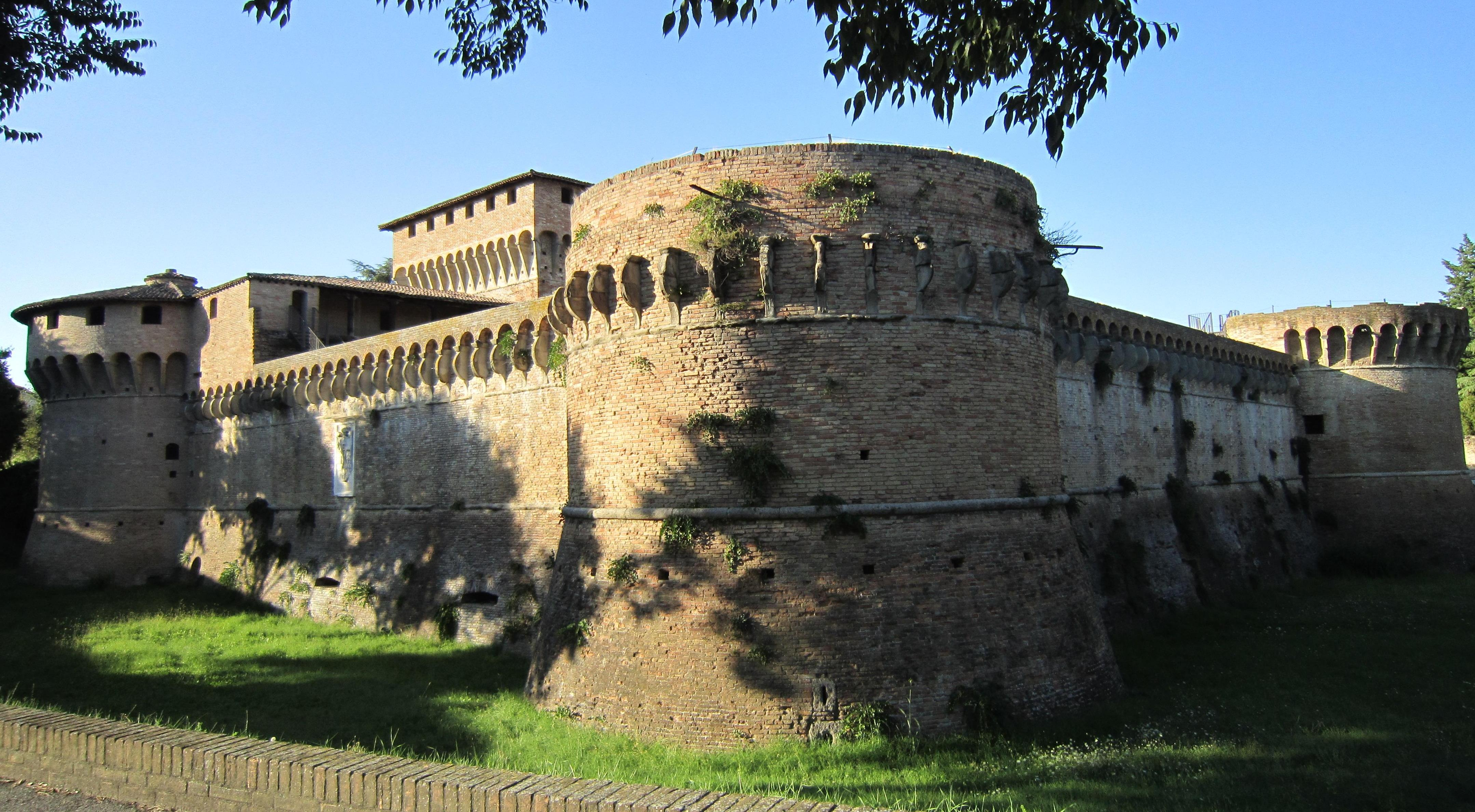
拉瓦爾迪諾堡壘

卡特琳娜與吉羅拉莫不在的這段時間，弗利的秩序是由卡特琳娜的叔叔米蘭公爵盧多維科·斯福爾扎所幫忙維持的，夫妻倆到達弗利後了解到樞機團選出了喬凡尼·巴提斯塔·齊博為教宗，他長久以來是家族的政敵，新任教宗確認了吉羅拉莫對弗利以及伊莫拉的統治權並繼續任命他為教廷衛隊總隊長，但這項任命只是有名無實的，因為他實際上並無法控制教宗軍隊且教宗也拒絕支付吉羅拉莫在羅馬的開銷，但即使失去了重要收入，吉羅拉莫仍拒絕恢復對弗利人民的稅收，這個情況持續到1485年，這時的市政府已入不敷出，在城市官員的迫使下，吉羅拉莫恢復對人民的稅收，這導致吉羅拉莫開始失去人心，而他的敵人也藉此蠢蠢欲動，開始策畫對付他。

### 吉羅拉莫之死
吉羅拉莫先後共逃過至少6次的暗殺，但最後還是於1488年4月14日在他的宮殿被弗利的貴族科寇及盧多維科·奧爾西兄弟（Checco and Ludovico Orsi）給暗殺了，奧爾西主要受到了佛羅倫斯僭主羅倫佐·德·美第奇的暗中支持，因為在1478年時吉羅拉莫是暗殺他的弟弟朱利亞諾·德·美第奇的主謀之一，他一直想找機會報仇，不過在確認吉羅拉莫的死訊後他便切斷與陰謀者的聯繫，徹底拋棄他們。有傳言英諾森八世亦有暗地支持這項陰謀。卡特琳娜在目睹丈夫的屍體後命人迅速將資訊告知城內要塞拉瓦爾迪諾堡壘的城主托瑪索·費奧（Tommaso Feo），並命令其向米蘭的斯福爾扎家族及波隆納的本蒂沃利奧家族求援，但不久後卡特琳娜與她的孩子遭到陰謀者的俘虜，卡特琳娜欺騙奧爾西說自己要去城堡協助說服托瑪索勸其投降而進入了堡壘，但她真正目的是為了躲進城堡，當她走進城堡後遲遲沒有下文這時陰謀者們才發現他們上了當，但為時已晚，根據傳說，當奧爾西家族威脅要將卡特琳娜的孩子殺死時，卡特琳娜站在城牆上並露出生殖器表示：「如果你們想殺就殺吧！甚至將他們吊死在我面前也可以...讓你們看看我還能生更多個！」（"Fatelo, se volete: impiccateli pure davanti a me... qui ho quanto basta per farne altri!"），奧爾西家族被卡特琳娜的行為給嚇到了，他們絲毫不敢動她的孩子一根寒毛，不久後卡特琳娜的叔叔盧多維科及其盟軍率領約1萬2,000名士兵前來援助，市民聽聞大軍即將壓境立刻改變了立場譴責奧爾西等人，奧爾西及另外兩位主謀在得不到美第奇家族的援助下被迫逃亡，政變以失敗告終。

### 弗利伯爵夫人
1488年4月30日，卡特琳娜正式成為她的長子奧塔維亞諾·里亞里奧的攝政，因為他還太年輕無法行使權力。卡特琳娜上任後第一件事便是對她丈夫的死報仇，她將奧爾西兄弟的父親及家族中的幾位女性囚禁，還有一位教宗的執政官，多位教宗軍隊將領以及城主，她將奧爾西的老父處以極刑，但將女人們釋放，她還將他們的房屋夷為平地，並把值錢的東西分配給窮人。同年7月30日，教宗英諾森八世正式認可奧塔維亞諾的統治權，同時間吉羅拉莫的外甥樞機主教拉法埃萊·里亞里奧拜訪了弗利，一方面是保護舅舅的遺子，另一方面是監督卡特琳娜的執政狀況。
年輕的伯爵夫人親自處理城市內的大小事，為了鞏固權力，她與鄰國交換利益並安排自己子女的婚姻。她對人民減少稅收並大大的削減了支出，她也直接參與了民兵的訓練，她的目的是希望城內保持秩序與和平，她也期望她的臣民能夠欣賞她在這方面的努力。
弗利和伊莫拉與其他義大利邦國比起雖然小了很多，但在地理上有重要的戰略優勢，卡特琳娜主政的那幾年裡義大利的政局發生了許多變化，尤其是在1492年，佛羅倫斯的「偉人」羅倫佐·德·美第奇及教宗英諾森八世相繼過世，新任的教宗是來自波吉亞家族的亞歷山大六世，卡特琳娜對這個結果感到滿意，因為當她與她的丈夫還在羅馬時，還是樞機的亞歷山大六世時常前去他們的宅邸作客，同時他也是奧塔維亞諾的教父，照理說新任教宗的上任應該能加強她的統治。
另一方面羅倫佐死後米蘭公國與那不勒斯王國有了摩擦，在卡特琳娜的叔叔米蘭公爵盧多維科的煽動下，法國國王查理八世揮軍南下，宣示自己才是那不勒斯的合法繼承人，並且得到亞歷山大六世的默許，這開啟了義大利戰爭。
弗利及伊莫拉位處任何想去南方必經的戰略地位，但同時城市也位於任何從南方想去羅馬的戰略位置，她試圖保持中立。不過現在她的叔叔與法國聯手了，教宗在讓法軍通過羅馬後立刻反對查理八世對義大利的野心，而樞機主教拉法埃萊·里亞里奧則是支持那不勒斯的斐迪南多二世。卡特琳娜最後選擇了加入那不勒斯和教宗的聯軍並準備對抗來犯的法國人。但卡特琳娜在南方的盟友背叛了她，並沒有在法軍入侵弗利時幫助她，為了保護自身國家，卡特琳娜轉而選擇加入法軍一方，並讓法軍通過弗利前去那不勒斯，最後法軍到達那不勒斯，只花了短短13天就將其征服，這讓其他義大利諸邦感到震驚，他們立刻與威尼斯共和國組成聯盟公開對抗查理八世，法軍在福爾諾沃戰役中被擊退，被迫撤回法國。在此次戰役中由於卡特琳娜保持中立，她維繫了與米蘭及教宗國的關係。

## 第二次婚姻

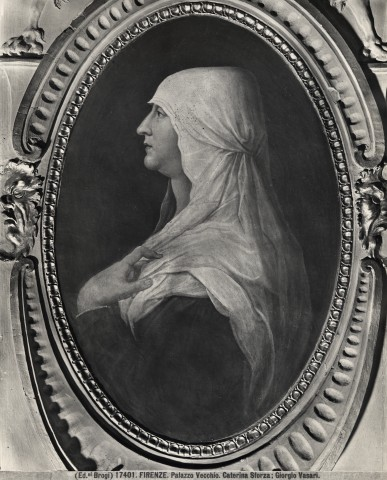
卡特琳娜肖像，喬爾喬·瓦薩里約繪於1500年

在吉羅拉莫死後的兩個月，謠言說卡特琳娜即將嫁給已向她求婚的安東尼奧·瑪麗亞·奧爾德拉菲（Antonio Maria Ordelaffi），安東尼奧對此很有自信，寫信給費拉拉公爵說伯爵夫人已答應嫁給他，當卡特琳娜得知這項消息後非常生氣，表示如果再有人散播假消息，她就直接把他抓起來關進監牢，威尼斯似乎聽到卡特琳娜的請求，將安東尼奧傳召至弗留利，並將他監禁在此整整10年。
事實上，卡特琳娜此時的確是談戀愛了，只是對象並不是安東尼奧，而是曾幫助過她的拉瓦爾迪諾堡壘城主，忠誠的托瑪索·費奧的弟弟賈科莫·費奧，他們於1488年秘密的結婚了，為的是避免失去她對孩子們監護權以及對城市的攝政權。
所有當時的編年史家都表示卡特琳娜瘋狂地愛著這個小她8歲的年輕人，可怕的是她其實可以任意地把她兒子的統治權交給她的秘密丈夫。卡特琳娜將賈科莫取代了他的哥哥成為拉瓦爾迪諾堡壘城主，賈科莫也被卡特琳娜的叔叔任命為騎士團的一員，卡特琳娜在1489年為賈科莫生了個兒子名叫貝爾納爾迪諾（Bernardino），後來改名為卡洛（Carlo），用以榮耀查理八世（卡洛即是查理的義大利文），因為查理八世將賈科莫任命為一位法國男爵。卡特琳娜還大大的利用裙帶關係鞏固權力，她任命她的繼父吉安·皮埃羅·蘭德里亞尼（Gian Piero Landriani）為伊莫拉的城主，她的繼兄皮埃羅·蘭德里亞尼（Piero Landriani）為福林波波利城主，而她的大伯子托瑪索·費奧則被安排嫁給她的繼妹比安卡·蘭德里亞尼（Bianca Landriani）。
從托西尼亞諾鎮傳來一個陰謀說要以奧塔維亞諾的名義謀殺賈科莫及卡特琳娜，但這項計謀被卡特琳娜發現了，她監禁或流放參與其中的人，但很快地另一個陰謀也形成了，這一次是由求婚失敗者安東尼奧·瑪麗亞·奧爾德拉菲所策劃的，但也同樣以失敗收場。
賈科莫的權力與日俱增，由於他的殘暴與蠻橫無理，許多人開始厭惡他，這之中包括卡特琳娜的孩子們，其中一個事件是有次賈科莫竟然在公眾場合上賞了弗利伯爵奧塔維亞諾一個巴掌，但沒有人有勇氣出來袒護奧塔維亞諾，經過這次事件奧塔維亞諾的擁護者決心要從賈科莫的統治下解放城市。已故的吉羅拉莫伯爵的忠實家臣吉安·安東尼奧·蓋提（Gian Antonio Ghetti）和幾位卡特琳娜的孩子們密謀策畫一個暗殺賈科莫的陰謀，於1495年8月27日傍晚，當卡特琳娜、她的孩子們與賈科莫打獵完準備返回城市時，一群人持刀衝了出來攻擊賈科莫，最後他死於致命傷，卡特琳娜怒火中燒，她不滿足於將主謀吉安·安東尼奧·蓋提處決，還將他的屍首懸掛在教堂陽台上長達三個月之久，並將涉及叛亂者的妻子、兒女通通逮捕並處決，即使是孕婦以及襁褓中的嬰孩也不放過，最後她總共處決了40多人並囚禁了50多人，教宗、她的叔叔盧多維科都認為卡特琳娜的報復手段太過激烈。
卡特琳娜的憤怒完全蒙蔽了她，賈科莫謀殺的參與者幾乎涉及了所有吉羅拉莫的支持者，經過這次事件後卡特琳娜幾乎已失去民心。

## 第三段婚姻

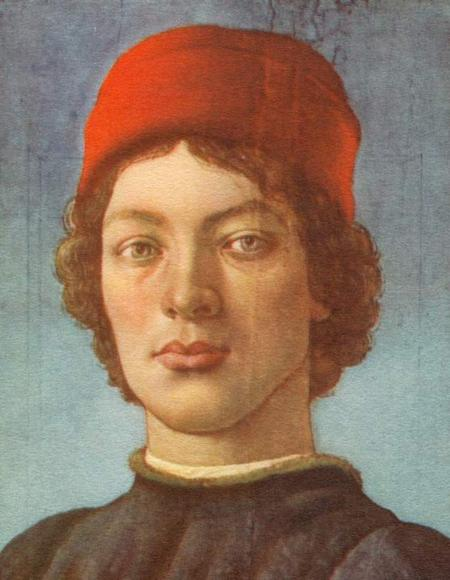
平民的喬凡尼肖像

1496年，佛羅倫斯共和國的大使平民的喬凡尼前來拜訪卡特琳娜，喬凡尼來自顯赫的美第奇家族，是該家族的旁支，他與其兄長羅倫佐·迪·皮埃爾弗朗切斯科·德·美第奇因對時任佛羅倫斯僭主皮耶羅二世·德·美第奇充滿敵意而被流放，在1494年當查理八世入侵義大利時皮耶羅二世被迫簽屬條約允許法國軍隊自由的通過佛羅倫斯至那不勒斯王國，佛羅倫斯人民罷黜皮埃羅二世，喬凡尼和他的哥哥被允許返回，他們宣布不使用美第奇而是使用波波拉諾（Popolano，意為平民）做為姓氏，佛羅倫斯政府任命喬凡尼為駐弗利大使。到達弗利後，喬凡尼以及他的隨行人員被安排住在靠近拉瓦爾迪諾堡附近的一座公寓裡，隨後喬凡尼與卡特琳娜結婚的傳言以及奧塔維亞諾·里亞里奧成為佛羅倫斯委託用來對抗威尼斯的雇傭軍的謠言傳開，這項消息震驚了周圍國家及米蘭公爵。卡特琳娜無法隱藏她的結婚計畫，她已徹底愛上這個帥氣、迷人且聰明的喬凡尼，但這次的狀況與前次婚姻不同，卡特琳娜得到了她的孩子們的認同且她的叔叔也同意這門婚事。由於這是兩個強大家族的聯姻，為了避免激起不必要的對立，他們的婚禮於1497年9月秘密的舉行。1498年九月，卡特琳娜與喬凡尼的孩子出生了，這也是卡特琳娜最後一次生產，這個男孩同卡特琳娜的叔叔被命名為盧多維科，但他有個更為人所知的綽號－黑條喬凡尼。同時，佛羅倫斯與威尼斯之間的情勢越來越糟，弗利夾在兩著之間也開始準備禦敵，卡特琳娜派兵支援佛羅倫斯，隊伍由她的丈夫喬凡尼以及她的長子奧塔維亞諾領軍。
喬凡尼在戰事中生了重病並被帶離戰區返回弗利，儘管受到了治療，他的狀況仍不斷惡化，他被轉移到巴尼奧-迪羅馬涅，希望能夠有奇蹟使他復原，但最後喬凡尼仍不敵病魔，於1498年9月14日去世，這使得卡特琳娜得獨自面對之後的波吉亞家族。

## 對抗威尼斯
卡特琳娜為了保衛他的國家回到弗利並親自訓練民兵，且為了能得到額外的金援以及兵力她寫信給她的叔叔盧多維科、佛羅倫斯共和國及周邊只要是她的盟友都寫信去了，但最後只有她叔叔的米蘭公國及曼托瓦公國提供一小隊士兵去援助她。
威尼斯人與卡特琳娜的士兵交戰，一開始威尼斯軍不斷進逼，造成嚴重的破壞，但隨後卡特琳娜的軍隊用計謀挫敗威尼斯軍，之後戰爭演變為小規模衝突，直到威尼斯軍能夠繞過弗利從另一條路進軍佛羅倫斯。由於這種堅固的防守，卡特琳娜得到了“母老虎”（La Tigre）的綽號。

## 被切薩雷·波吉亞捕獲
當卡特琳娜忙於戰事的同時，路易十二當上法國國王，他宣稱藉由他的祖母奧爾良公爵夫人，來自維斯孔蒂家族的瓦倫蒂娜·維斯孔蒂，擁有米蘭公國的合法繼承權，並且身為安茹家族的後代，擁有那不勒斯王國的的繼承權，在進軍義大利之前，路易十二與薩伏依公國、威尼斯共和國及亞歷山大六世組成同盟。1499年夏天路易十二帶著他那令人畏懼的軍隊來到義大利，不費一兵一卒便佔據了皮埃蒙特、熱那亞及克雷莫納。同年的十月六日，他到達了米蘭，此時米蘭公爵盧多維科已經逃至提洛，受到他姪女比安卡·瑪麗亞·斯福爾扎的丈夫神聖羅馬帝國皇帝馬克西米利安一世的保護。
亞歷山大六世與路易十二結盟是為了要路易十二支持亞歷山大的私生子切薩雷波吉亞成為羅馬涅的統治者，路易十二讓切薩雷指揮他的軍隊並封他為瓦倫蒂諾公爵。亞歷山大六世於1499年3月9日發布了一份教宗詔書表示所有封建領主對領地的統治權無效，這包含身為弗利實際統治者的卡特琳娜。
當法軍隨著切薩雷離開米蘭前去征服羅馬涅時，摩爾人盧多維科在奧地利的幫助下重新掌控了米蘭公國。
隨著法軍逐漸接近弗利，卡特琳娜向佛羅倫斯求助，但佛羅倫斯受到教宗的威脅而不敢輕舉妄動，卡特琳娜得獨自面對大軍。他馬上開始招募及訓練士兵，並儲存武器、彈藥及糧食，他還加強了城市的防禦工事，特別是她所居住的拉瓦爾迪諾堡，此外她還將她的孩子送往佛羅倫斯避難。
11月24日，切薩雷領軍抵達伊莫拉，城市的大門被居民門打開，切薩雷也順利的進城，該城的城主雖頑強抵抗但數日後切薩雷仍成功征服了伊莫拉，在看到伊莫拉的下場後，卡特琳娜詢問她的子民是要跟伊莫拉一樣向切薩雷投降還是拾起武器保衛城市，她的子民猶豫了，失望的卡特琳娜回到城堡中備戰。
12月19日，切薩雷成功佔領了弗利，只剩下待在城堡裡的卡特琳娜拒絕投降，城堡受到軍隊團團包圍，無論是由切薩雷或是她的表親里亞里奧樞機前來勸降，卡特琳娜皆拒絕接受任何和平談判，作為回應，切薩雷下令只要能抓到卡特琳娜不論死活將獎賞10,000杜卡特。當切薩雷靠近城牆向卡特琳娜喊話時，她試圖抓住他，但失敗了。幾天下來，兩方的大砲相互轟炸，卡特琳娜的大砲對法軍造成了不小損失但堡壘也相對地受到了損傷，不過卡特琳娜到了晚上並命人將其修復。卡特琳娜的孤獨抵抗在整個義大利受到了尊敬，馬基維利紀錄有許多歌曲及短詩都在歌頌其勇氣。
隨著時間的推移，切薩雷改變了他的戰術，他下令士兵對城牆日以繼夜地轟炸，六天後他們在城牆上炸出了兩個裂縫，於1500年1月12日，他的士兵成功突入城堡，卡特琳娜的士兵很快地皆被擊敗了，卡特琳娜雖頑強抵抗但最後也遭到俘虜，她很快地向法軍的指揮官安托萬·比塞（Antoine Bissey）投降，因為法國有條法律規定不可讓戰爭中的女性成為戰俘。

## 羅馬
切薩雷從法國將軍伊夫·德·阿雷格（Yves d'Allègre）手中得到卡特琳娜的監禁權，並保證會視卡特琳娜為客人而非囚犯，卡特琳娜與其部下被迫隨著法軍前往征服佩薩羅，但這項計畫被推遲因為米蘭公爵盧多維科已於1月5日返回米蘭，迫使法軍必須回頭。切薩雷帶著卡特琳娜來到羅馬，並將她安置在一座宮殿中，3月底時，卡特琳娜試圖逃跑但被發現了，切薩雷便將她關進聖天使城堡中。

### 在圣天使堡狱中
為了使監禁卡特琳娜正當化，教宗亞歷山大六世指控於1499年11月當教宗去信剝奪卡特琳娜對封地的權利時，卡特琳娜的回信中含有劇毒，試圖毒殺他。時至今日我們仍不能確定這項指控是否為真，但馬基維利確信卡特琳娜要毒害教宗，其他歷史學者如雅各·布克哈特和斐迪南·格雷戈羅維烏斯則抱持不確定的態度。即使如此，教宗仍對卡特琳娜進行審判並判決繼續監禁她，曼托瓦大使在書信中有提及卡特琳娜在監牢裡深陷苦悶之中且看起來像病了，而她的兩位兒子在卡特琳娜被囚禁時竟然只關心卡特琳娜是否能為其爭取樞機職位，後來甚至拒絕支付生活費給卡特琳娜。卡特琳娜直到1501年6月30日才被征服那不勒斯凱旋而返的法軍給釋放，因為法軍將領伊夫·德·阿雷格聽聞卡特琳娜在獄中悲慘的待遇並為此感到不滿，他威脅教宗如果不將卡特琳娜釋放，駐守在市郊的法軍將會有所行動，教宗出於無奈只好妥協但還是逼迫卡特琳娜簽屬一份放棄所有領地的文件，因為此時教宗的兒子切薩雷已征服佩薩羅、里米尼還有法恩扎並且被封為羅馬涅公爵，且卡特琳娜還要支付2萬5,000杜卡特金幣作為贖金，在支付首先的2,000金幣時才會將其釋放。卡特琳娜獲釋後短暫地居住在她前夫的表親里亞里奧樞機的住所後便起身前往佛羅倫斯，她的孩子們正在那裏等她返回。

## 佛羅倫斯

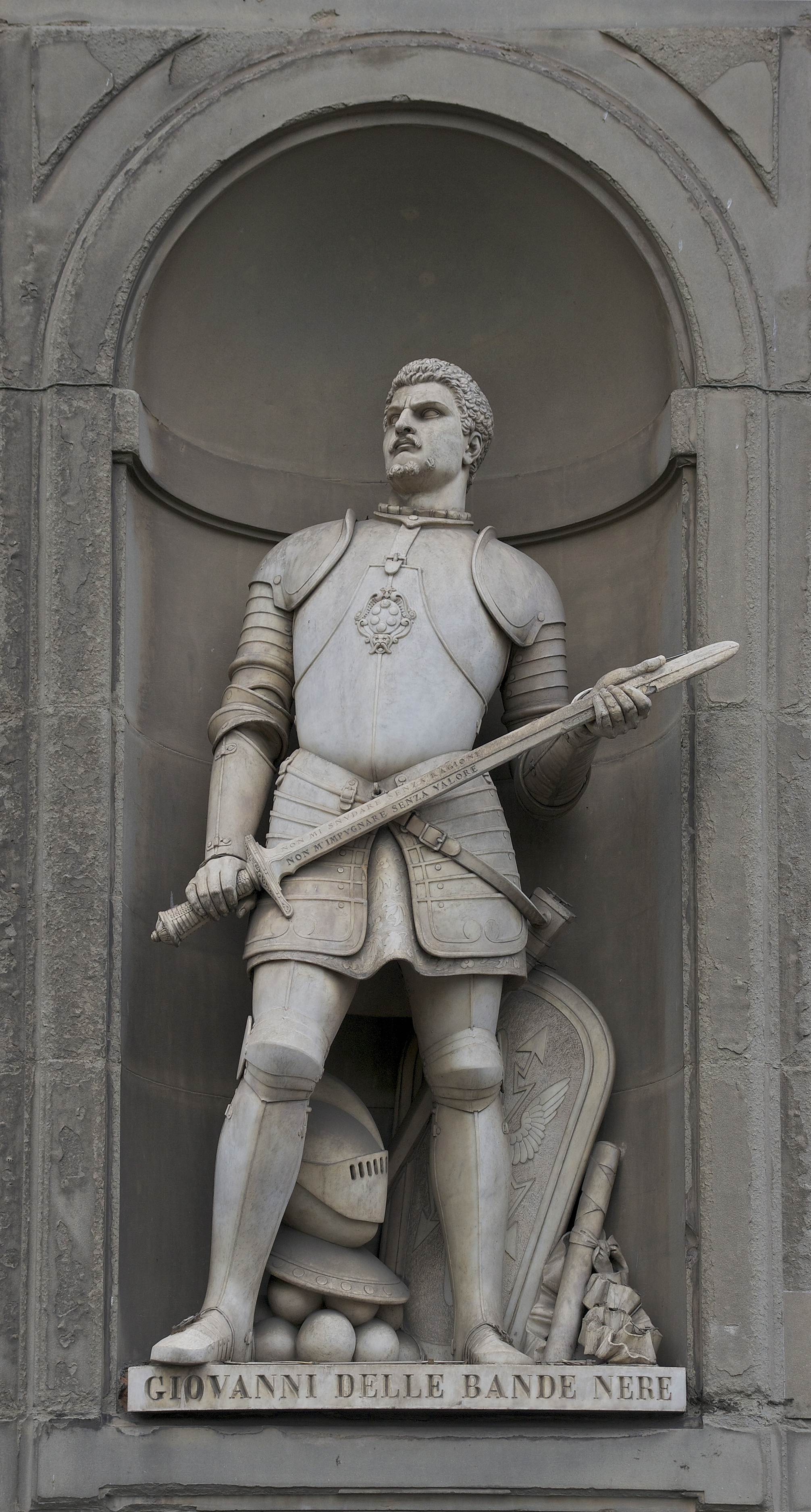
黑條喬凡尼雕像

卡特琳娜在佛羅倫斯住在她第三任丈夫的別墅裡，並且經常住在美第奇家族的卡斯特羅美第奇別墅，很快地，她抱怨沒有受到應有的對待並且處在一個經濟吃緊的狀況。卡特琳娜在作戰及被囚禁時將她的么子喬凡尼托給喬凡尼的伯父羅倫佐照顧，但當她返回佛羅倫斯時羅倫佐卻拒絕交出孩子的監護權及卡特琳娜亡夫的遺產，卡特琳娜因而怒告羅倫佐，直到1504年法官才判決應將喬凡尼的監護權及亡夫遺產返還給卡特琳娜。
1503年8月18日教宗亞歷山大六世逝世，切薩雷·波吉亞頓時失去了所有的權力。教宗的死導致羅馬涅所有被剝奪權利的封建領主對於回復他們的封地燃起一線希望，卡特琳娜不意外地以自己及其長子奧塔維亞諾的名義向新上任的教宗儒略二世表達恢復其領地的意願，而教宗很樂意使伊莫拉及弗利重新回到里亞里奧家族的懷抱，因儒略二世是當初封吉羅拉莫為伯爵的西斯都四世之姪子，與里亞里奧家族本就是表親，雖然一切看似順利，但兩個城市的居民都宣布拒絕卡特琳娜及其子統治他們，最後兩個城市的統治權被移交給當初卡特琳娜的對手之一—安東尼奧·瑪麗亞·奧爾德拉菲。在失去返回往日權力的機會後，卡特琳娜繼續生活在佛羅倫斯，並將餘生多數時間給了她最小也是最鍾愛的孩子喬凡尼（個性與性格最像她）及她的孫子們，還有花時間研究煉金術及寫信給她在羅馬涅的朋友及米蘭的親屬們。

## 死亡及埋葬
1509年4月，卡特琳娜患上了嚴重的肺炎，原本似乎要康復了卻又復發，她意識到自己生命到了盡頭，交代了遺囑及後事，於5月28日去世，享年46歲。因美第奇家族拒絕將其葬於她的亡夫身旁，她的遺體被安置在當地的穆拉特修道院，由她的修女朋友負責處理，1830年該修道院的修女被迫遷出，於1845年修道院被用作監獄，大約在這個時候卡特琳娜的遺體就此遺失了。

## 子女
卡特琳娜與第一任丈夫吉羅拉莫·里亞里奧共有六個孩子：
- 比安卡·里亞里奧（英语：Bianca Riario）（1478－1522）：第一段婚姻於1494年嫁給了法恩扎領主阿斯托雷三世·曼弗雷迪，在丈夫死後於1503年嫁給了聖塞孔多侯爵特洛伊洛一世·德·羅西（英语：Troilo I de' Rossi），有子女。
- 奧塔維亞諾·里亞里奧（英语：Ottaviano Riario）（1479－1523）：1488－1499年為伊莫拉領主及弗利伯爵，之後成為了一位主教。
- 切薩雷·里亞里奧（義大利語：Cesare Riario）（1480－1540）：比薩大主教及亞歷山大港牧首。
- 喬凡尼·利維奧·里亞里奧（Giovanni Livio Riario，1484－1496）：於孩童時期死亡。
- 加萊亞佐·瑪麗亞·里亞里奧（Galeazzo Maria Riario，1485－1557）：於1504年娶了瑪麗亞·喬凡娜·德拉·羅維雷（Maria Giovanna della Rovere，1486－1538），烏爾比諾公爵弗朗切斯科·瑪麗亞·德拉·羅維雷（英语：Francesco Maria I Della Rovere）的長姐，他們的後代獲得了公爵頭銜，並於1676年絕嗣。
- 弗朗切斯科「斯福爾吉諾」·里亞里奧（Francesco 「Sforzino」，1487－1509）：盧卡主教。

與第二任丈夫賈科莫·費奧育有一子：
- 貝爾納爾迪諾·卡洛·費奧（Bernardino Carlo Feo，1489－1509）

與第三任丈夫平民的喬凡尼育有一子：
- 黑條喬凡尼（1498－1526）：原名盧多維科，其父死後改名喬凡尼，是當時最為人所知的雇傭兵之一（也是美第奇家族第一位僱傭兵隊長），他在1527年的羅馬之劫中，率兵勇敢的對抗查理五世的軍隊、英勇戰死，因此被尊為國民英雄；在他的堂叔利奧十世過世後便開始佩戴黑色肩帶以示哀悼，因此被稱為黑條喬凡尼[36]，他娶了雅可波·薩爾維亞提（英语：Jacopo Salviati）與盧克蕾齊亞·迪·羅倫佐·德·美第奇（英语：Lucrezia di Lorenzo de' Medici）之女瑪麗亞·薩爾維亞提（英语：Maria Salviati）為妻，他們的兒子科西莫一世·德·美第奇成為了佛羅倫斯公爵及托斯卡納大公，也因為這樣，卡特琳娜是現今大部分歐洲王室的祖先。

### 引用
1. ↑  Pennington, p.393.
2. ↑  Graziani,Venturelli, p.10.沒有文獻記載她的詳細出生日期及3歲前的生活狀況。
3. ↑  Brogi, p.24.
4. ↑  Brogi, p.18,21.
5. ↑   鹽野, p.162-163.
6. 1 2   鹽野, p.172.
7. ↑  Brogi, p.31.
8. ↑  Brogi, p.35.伊莫拉是斯福爾扎家族從教宗的附庸塔迪奧·曼弗雷迪手中取得的，現在已被歸還給教宗西斯都四世讓他能夠將城市送給吉羅拉莫統治，事實上城市算是卡特琳娜的嫁妝。
9. ↑  Graziani,Venturelli, p.38.
10. ↑  Brogi, p.33.
11. ↑  Fraser, p.198.
12. ↑  Graziani,Venturelli, p.71.
13. ↑  Queralt, p.6-11.
14. ↑   鹽野, p.178-179.
15. ↑  Graziani,Venturelli, p.95.奧爾西家族是弗利的貴族，原本效忠於奧爾德拉菲家族，在城市易主後也同樣與里亞里奧家族保持良好的關係，並憑藉這層關係使盧多維科·奧爾西獲得羅馬元老之頭銜，他們倆兄弟會決定刺殺吉羅拉莫的主因是他們之間的財務糾紛。
16. ↑  Brogi, p.101.
17. ↑  Graziani,Venturelli, p.108.
18. ↑   鹽野, p.181-187.
19. ↑  Graziani,Venturelli, p.129.
20. ↑  Graziani,Venturelli, p.133.
21. ↑  Brogi, p.130.
22. ↑  Brogi, p.132.
23. ↑  Brogi, p.157.
24. ↑  Brogi, p.133.
25. ↑   鹽野, p.190.
26. ↑  Brogi, p.137.
27. ↑  Brogi, p.158.
28. ↑   鹽野, p.193-194.
29. ↑   鹽野, p.199-202.
30. ↑  Graziani,Venturelli, p.259.
31. ↑  Brogi, p.200.
32. ↑  Brogi, p.243.
33. ↑  Brogi, p.244.
34. ↑   鹽野, p.216-218.
35. ↑  Graziani,Venturelli, p.287-288.
36. ↑   鹽野, p.155.

### 書籍
- 七生, 鹽野.  [文藝復興的女人們]. 李艷麗譯. 北京: 中信出版社. 2017 [2001]. ISBN 9787508666617.
- Machiavelli: The Discourses, English translation by Fr Leslie J. Walker, S.J. (1929). The countess is featured in Bk III, Ch 6 in relating examples of dangers that can arise subsequent to a successful conspiracy.
- Elizabeth Lev: The Tigress of Forli: Renaissance Italy's Most Courageous And Notorious Countess, Caterina Riario Sforza De' Medici. Boston: Houghton Mifflin Harcourt, 2011. ISBN 0151012997.
- Antonio Perria: I terribili Sforza. Trionfo e fine di una grande dinastia, Milano, Sugar Co Edizioni Srl, 1981.ISBN 9788862880220
- Cecilia Brogi: Caterina Sforza, Arezzo, Alberti & C. Editori, 1996.（页面存档备份，存于）
- Natale Graziani, Gabriella Venturelli: Caterina Sforza, Cles, Arnoldo Mondadori Editore, 2001. ISBN 9788804491293
- Cinzia Demi: Caterina Sforza, Fara, 2010. ISBN 9788895139807
- Frédérique Verrier: Caterina Sforza et Machiavel ou l'origine du monde, Vecchiarelli, 2010. ISBN 9788882472726
- Cesare Marchi: Giovanni dalla Bande Nere, Milano, 1982.（页面存档备份，存于）
- Fraser, Antonia. The Warrior Queens. New York: Vintage Books, 1988, ISBN 0-679-72816-3.
- Queralt, Maria . "Caterina Sforza Indomitable Duchess". 國家地理歷史雜誌2016年5-6月號.國家地理學會, 2016. ISBN 2810070080424